# Khandeswori
Khandeswari (en népalais : खाण्डेश्वरी) est un comité de développement villageois du Népal situé dans le district de Darchula. Au recensement de 2011, il comptait 3 151 habitants.